# Milán AC 2000/2001
Tento článek se podrobně zabývá událostmi ve fotbalovém klubu AC Milán (tehdy pod názvem Milán AC) v sezoně 2000/2001 a jeho působení v nejvyšší lize, domácího poháru a v Lize mistrů.

## Realizační tým
| Post                                    | Jméno                                              |
| --------------------------------------- | -------------------------------------------------- |
| Hlavní trenér                           | Alberto Zaccheroni (do 14.3. 2001) Cesare Maldini  |
| Asistent trenéra                        | Stefano Agresti (do 14.3. 2001) Giorgio Ciaschini  |
| Trenér brankářů                         | Maurizio Guido                                     |
| Sportovní trenéři                       | Paolo Baffoni, William Tillson, Daniele Tognaccini |
| Klubové vedení                          |                                                    |
| Prezident klubu                         | Silvio Berlusconi                                  |
| Zástupce prezidenta a generální ředitel | Adriano Galliani                                   |
| Zástupce prezidenta klubu               | Paolo Berlusconi, Franco Baresi, Gianni Nardi      |
| Sportovní ředitel                       | Ariedo Braida                                      |
| Organizační ředitel                     | Umberto Gandini                                    |
| Vedoucí klubu                           | Silvano Ramaccioni                                 |

## Soupiska
Aktuální k datu 30. června 2001.
| Číslo | Pozice | Nár.              | Hráč                    | Datum narození a věk        | Od roku | Předchozí angažmá | Poznámka       |
| ----- | ------ | ----------------- | ----------------------- | --------------------------- | ------- | ----------------- | -------------- |
| 1     | B      | Itálie            | Sebastiano Rossi        | 20. července 1964 (36 let)  | 1990    | Cesena            |                |
| 2     | O      | Dánsko            | Thomas Helveg           | 24. června 1971 (30 let)    | 1998    | Udine             |                |
| 3     | O      | Itálie            | Paolo Maldini           | 26. června 1968 (33 let)    | 1984    | Juniorka          |                |
| 4     | O      | Itálie            | Demetrio Albertini      | 23. srpna 1971 (29 let)     | 1988    | Juniorka          |                |
| 5     | O      | Itálie            | Alessandro Costacurta   | 24. dubna 1966 (35 let)     | 1986    | Juniorka          |                |
| 7     | Ú      | Ukrajina          | Andrij Ševčenko         | 29. září 1976 (24 let)      | 1999    | Kyjev             |                |
| 8     | Z      | Itálie            | Gennaro Gattuso         | 9. ledna 1978 (23 let)      | 1999    | Salernitana       |                |
| 9     | Ú      | Itálie            | Gianni Comandini        | 18. května 1977 (24 let)    | 2000    | Vicenza           |                |
| 10    | Z      | Chorvatsko        | Zvonimir Boban          | 8. října 1968 (32 let)      | 1992    | Záhřeb            |                |
| 11    | Ú      | Španělsko         | Jose Mari               | 10. prosince 1978 (22 let)  | 1999    | Atlético          |                |
| 12    | O      | Itálie            | Christian Abbiati       | 8. července 1977 (23 let)   | 1998    | Monza             |                |
| 13    | O      | Brazílie          | Júlio César             | 17. listopadu 1978 (22 let) | 2000    | Real              |                |
| 13    | O      | Gruzie            | Kacha Kaladze           | 27. února 1978 (23 let)     | 2001    | Kyjev             | přišel v lednu |
| 15    | Z      | Itálie            | Diego De Ascentis       | 31. července 1976 (24 let)  | 1999    | Bari              | odešel v září  |
| 16    | Z      | Argentina         | Fernando Redondo        | 6. června 1969 (32 let)     | 2000    | Real              |                |
| 17    | Z      | Chorvatsko        | Dražen Brnčić           | 17. července 1971 (29 let)  | 2000    | Monza             | odešel v lednu |
| 18    | Z      | Brazílie          | Leonardo                | 5. září 1969 (31 let)       | 1997    | PSG               |                |
| 19    | O      | Argentina         | José Antonio Chamot     | 17. května 1969 (32 let)    | 2000    | Atlético          |                |
| 20    | Ú      | Německo           | Oliver Bierhoff         | 1. května 1968 (33 let)     | 1998    | Udinese           |                |
| 21    | Z      | Itálie            | Federico Giunti         | 6. srpna 1971 (29 let)      | 1999    | Parma             |                |
| 22    | B      | Itálie            | Valerio Fiori           | 27. dubna 1969 (32 let)     | 1999    | Piacenza          |                |
| 23    | Z      | Itálie            | Massimo Ambrosini       | 29. května 1977 (24 let)    | 1995    | Cesena            |                |
| 24    | Z      | Argentina         | Andrés Guglielminpietro | 10. dubna 1974 (27 let)     | 1998    | La Plata          |                |
| 25    | O      | Brazílie          | Roque Júnior            | 31. srpna 1976 (24 let)     | 2000    | Palmeiras         |                |
| 26    | O      | Itálie            | Luigi Sala              | 21. února 1974 (27 let)     | 1998    | Bari              |                |
| 27    | Z      | Brazílie          | Serginho                | 27. června 1971 (30 let)    | 1999    | São Paulo         |                |
| 29    | Z      | Itálie            | Marco Donadel           | 21. dubna 1983 (18 let)     | 2000    | Juniorka          |                |
| 32    | B      | Brazílie          | Dida                    | 7. října 1973 (27 let)      | 2000    | Corinthians       |                |
| 33    | Ú      | Nigérie           | Mohammed Aliyu Datti    | 14. března 1982 (19 let)    | 1998    | Ravenna           | odešel v říjnu |
| 33    | Z      | Francie · Senegal | Ibrahim Ba              | 12. listopadu 1973 (27 let) | 1997    | Bordeaux          |                |
| 41    | Ú      | Itálie            | Luca Saudati            | 18. ledna 1978 (23 let)     | 1996    | Juniorka          | odešel v říjnu |
| 55    | Z      | Uruguay           | Pablo García            | 11. května 1977 (24 let)    | 2000    | Atlético          | přišel v lednu |
| 77    | O      | Itálie            | Francesco Coco          | 8. ledna 1977 (24 let)      | 1995    | Juniorka          |                |
| 79    | O      | Itálie            | Daniele Daino           | 8. září 1979 (21 let)       | 1996    | Juniorka          |                |

### Změny v kádru v letním přestupovém období 2000[1]
| Přišli do týmu | Přišli do týmu     | Přišli do týmu      | Přišli do týmu | Přišli do týmu          | Přišli do týmu     | Přišli do týmu | Odešli z týmu | Odešli z týmu | Odešli z týmu        | Odešli z týmu | Odešli z týmu      | Odešli z týmu    | Odešli z týmu |
| Pozice         | Nár.               | Hráč                | Věk            | Odkud přišel            | Typ                | Cena           | Pozice        | Nár.          | Hráč                 | Věk           | Kam odešel         | Typ              | Cena          |
| B              | Brazílie           | Dida                | 26             | SC Corinthians Paulista | návrat z hostování |                | B             | Itálie        | Roberto Colombo      | 24            | Calcio Padova      | přestup          | ?             |
| O              | Alžírsko · Francie | Samir Beloufa       | 21             | Calcio Monza            | návrat z hostování |                | O             | Argentina     | Roberto Ayala        | 27            | Valencia CF        | přestup          | 5 mil. Euro   |
| O              | Itálie             | Francesco Coco      | 23             | Turín Calcio            | návrat z hostování |                | O             | Alžírsko      | Samir Beloufa        | 21            | Beerschot AC       | přestup          | zadarmo       |
| O              | Itálie             | Daniele Daino       | 20             | AC Perugia              | návrat z hostování |                | O             | Itálie        | Daniele Daino        | 21            | Derby County       | hostování        |               |
| O              | Brazílie           | Júlio César         | 21             | Real Madrid             | hostování          | ?              | O             | Itálie        | Max Tonetto          | 25            | US Lecce           | přestup          | ?             |
| O              | Itálie             | Massimo Oddo        | 24             | SSC Neapol              | návrat z hostování |                | O             | Itálie        | Massimo Oddo         | 24            | Hellas Verona FC   | přestup          | 1 mil. Euro   |
| O              | Brazílie           | Roque Junior        | 23             | SE Palmeiras            | přestup            | 8,5 mil. Euro  | Z             | Itálie        | Diego De Ascentis    | 23            | Turín Calcio       | přestup          | ?             |
| O              | Itálie             | Max Tonetto         | 25             | Bologna FC 1909         | návrat z hostování |                | Z             | Itálie        | Pierluigi Orlandini  | 27            | Brescia Calcio     | přestup          | ?             |
| Z              | Francie · Senegal  | Ibrahim Ba          | 27             | AC Perugia              | návrat z hostování |                | Ú             | Nigérie       | Mohammed Aliyu Datti | 18            | Calcio Monza       | hostování        |               |
| Z              | Chorvatsko         | Dražen Brnčić       | 28             | Calcio Monza            | přestup            | ?              | Ú             | Itálie        | Maurizio Ganz        | 32            | Atalanta BC        | přestup          | zadarmo       |
| Z              | Itálie             | Pierluigi Orlandini | 27             | AC Benátky              | návrat z hostování |                | Ú             | Itálie        | Luca Saudati         | 21            | AC Perugia         | spoluvlastnictví | 1,5 mil. Euro |
| Z              | Argentina          | Fernando Redondo    | 31             | Real Madrid             | přestup            | 17,5 mil. Euro | Ú             | Libérie       | George Weah          | 33            | Manchester City FC | přestup          | zadarmo       |
| Ú              | Itálie             | Maurizio Ganz       | 32             | AC Benátky              | návrat z hostování |                |               |               |                      |               |                    |                  |               |
| Ú              | Itálie             | Luca Saudati        | 21             | Empoli FC               | přestup            | 0,5 mil. Euro  |               |               |                      |               |                    |                  |               |
| Ú              | Libérie            | George Weah         | 33             | Chelsea FC              | návrat z hostování |                |               |               |                      |               |                    |                  |               |
| Ú              | Itálie             | Gianni Comandini    | 23             | Vicenza Calcio          | přestup            | ?              |               |               |                      |               |                    |                  |               |

### Změny v kádru v zimním přestupovém období 2001[2]
| Přišli do týmu | Přišli do týmu | Přišli do týmu | Přišli do týmu | Přišli do týmu  | Přišli do týmu | Přišli do týmu | Odešli z týmu | Odešli z týmu | Odešli z týmu      | Odešli z týmu | Odešli z týmu  | Odešli z týmu   | Odešli z týmu  |
| Pozice         | Nár.           | Hráč           | Věk            | Odkud přišel    | Typ            | Cena           | Pozice        | Nár.          | Hráč               | Věk           | Kam odešel     | Typ             | Cena           |
| O              | Gruzie         | Kacha Kaladze  | 22             | FK Dynamo Kyjev | přestup        | 16 mil. Euro   | O             | Nigérie       | Taribo West        | 26            | Derby County   | hostování       | 0,75 mil. Euro |
| Z              | Uruguay        | Pablo García   | 23             | Atlético Madrid | přestup        | zadarmo        | O             | Brazílie      | Júlio César        | 21            | Real Madrid    | konec hostování |                |
|                |                |                |                |                 |                |                | O             | Argentina     | Fabricio Coloccini | 19            | San Lorenzo    | hostování       | 0,1 mil. Euro  |
|                |                |                |                |                 |                |                | Z             | Chorvatsko    | Dražen Brnčić      | 29            | Vicenza Calcio | hostování       |                |

## Zápasy v sezoně 2000/2001

### Serie A (Italská liga)
|              | ATA | BAR | BOL | BRE | FIO | INT | JUV | LAZ | LEC | NEA | PAR | PER | REG | ŘÍM | UDI | VER | VIC |
| ------------ | --- | --- | --- | --- | --- | --- | --- | --- | --- | --- | --- | --- | --- | --- | --- | --- | --- |
| Utkání doma  | 3:3 | 4:0 | 3:3 | 1:1 | 1:2 | 2:2 | 2:2 | 1:0 | 4:1 | 1:0 | 2:2 | 1:2 | 1:0 | 3:2 | 3:0 | 1:0 | 2:0 |
| Utkání venku | 1:1 | 3:1 | 1:2 | 1:1 | 0:4 | 6:0 | 0:3 | 1:1 | 3:3 | 0:0 | 0:2 | 1:2 | 1:2 | 1:1 | 1:0 | 1:1 | 0:2 |

Tabulka
| Poř. | Tým             | Z  | V  | R  | P  | VG | OG | B  |
| ---- | --------------- | -- | -- | -- | -- | -- | -- | -- |
| 1.   | AS Řím          | 34 | 22 | 9  | 3  | 68 | 31 | 75 |
| 2.   | Juventus FC     | 34 | 21 | 10 | 3  | 61 | 27 | 73 |
| 3.   | SS Lazio        | 34 | 21 | 6  | 7  | 65 | 36 | 69 |
| 4.   | Parma AC        | 34 | 16 | 8  | 10 | 51 | 26 | 56 |
| 5.   | FC Inter Milán  | 34 | 14 | 9  | 11 | 47 | 47 | 51 |
| 6.   | Milán AC        | 34 | 12 | 13 | 9  | 56 | 47 | 49 |
| 7.   | Atalanta BC     | 34 | 10 | 14 | 10 | 38 | 34 | 44 |
| 8.   | Brescia Calcio  | 34 | 10 | 14 | 10 | 44 | 41 | 44 |
| 9.   | AC Fiorentina   | 34 | 10 | 13 | 11 | 53 | 52 | 43 |
| 10.  | Bologna FC 1909 | 34 | 11 | 10 | 13 | 48 | 53 | 43 |

Poznámky
- Z = Odehrané zápasy; V = Vítězství; R = Remízy; P = Prohry; VG = Vstřelené góly; OG = Obdržené góly; B = Body
- klub AC Fiorentina hrál Pohár UEFA protože vyhrál domácí pohár.

|  | Mistr ligy a Přímý postup do Ligy mistrů 2001/2002 |
|  | Přímý postup do Ligy mistrů 2001/2002              |
|  | Postup do 3. předkola Ligy mistrů 2001/2002        |
|  | Přímý postup do 1. kola Poháru UEFA 2001/2002      |

### Coppa Italia (Italský pohár)

#### osmifinále
| 1. zápas 16. září 2000 | Turín Calcio | 1 – 3  | Milán AC                                             | Stadio delle Alpi, Turín                  |  |  |
| 20:45 SELČ             | 74' Pinga    | Report | 42', 89' Andrés Guglielminpietro 60' Oliver Bierhoff | Diváci: 9.878 Rozhodčí: Gennaro Borriello |  |  |
|                        |              |        |                                                      |                                           |  |  |

| 2. zápas 23. září 2000 | Milán AC | 0 – 1  | Turín Calcio              | Stadio Giuseppe Meazza, Milán                |  |  |
| 18:00 SELČ             |          | Report | 14 (pen.)' Stefan Schwoch | Diváci: 3.339 Rozhodčí: Massimiliano Saccani |  |  |
|                        |          |        |                           |                                              |  |  |

#### čtvrtfinále
| 1. zápas 28. listopadu 2000 | Milán AC                                                     | 4 – 2  | Atalanta BC                               | Stadio Giuseppe Meazza, Milán          |  |  |
| 21:00 SELČ                  | 30', 65' Leonardo 54 (pen.))' Jose Mari 88)' Andrij Ševčenko | Report | 20' Maurizio Ganz 47 (pen.))' Marco Nappi | Diváci: 6.112 Rozhodčí: Stefano Farina |  |  |
|                             |                                                              |        |                                           |                                        |  |  |

| 2. zápas 13. prosince 2000 | Atalanta BC                        | 2 – 1  | Milán AC           | Stadio Atleti Azzurri d'Italia, Bergamo     |  |  |
| 21:00 SELČ                 | 14' Marco Nappi 90' Cristiano Doni | Report | 20' Zvonimir Boban | Diváci: 12.000 Rozhodčí: Gianluca Paparesta |  |  |
|                            |                                    |        |                    |                                             |  |  |

#### semifinále
| 1. zápas 25. ledna 2001 | Milán AC                                    | 2 – 2  | AC Fiorentina                       | Stadio Giuseppe Meazza, Milán             |  |  |
| 21:00 SELČ              | 66' Massimo Ambrosini 90+2' Federico Giunti | Report | 17' Enrico Chiesa 75' Mauro Bressan | Diváci: 7.000 Rozhodčí: Gennaro Borriello |  |  |
|                         |                                             |        |                                     |                                           |  |  |

| 2. zápas 7. února 2001 | AC Fiorentina                   | 2 – 0  | Milán AC | Stadio Artemio Franchi, Florencie          |  |  |
| 21:00 SELČ             | 42' Enrico Chiesa 82' Rui Costa | Report |          | Diváci: 25.000 Rozhodčí: Emilio Pellegrino |  |  |
|                        |                                 |        |          |                                            |  |  |

### Liga mistrů UEFA 2000/2001

#### 3 předkolo
| 1. zápas 9. srpna 2000 | Milán AC                                      | 3 – 1  | NK Dinamo Záhřeb     | Stadio Giuseppe Meazza, Milán        |  |
| 20:45 SELČ | 22', 59' Andrij Ševčenko 89' Gianni Comandini | Report | 20' Renato Pilipović | Diváci: 37.323 Rozhodčí: Alain Hamer |  |
| Poznámky: Sestava: Abbiati – Costacurta, Chamot, Maldini (K) – Serginho, Albertini, Ambrosini (49. Guglielminpietro), Gattuso – Ševčenko, Jose Mari (77. Comandini), Leonardo (87. Coco) |                                               |        |                      |                                      |  |

| 2. zápas 22. srpna 2000 | NK Dinamo Záhřeb | 2 – 1  | Milán AC                               | Stadion Maksimir, Záhřeb                      |  |
| 20:45 SELČ |                  | Report | 23', 43' Andrij Ševčenko 56' Jose Mari | Diváci: 45.000 Rozhodčí: Juan Ansuátegui Roca |  |
| Poznámky: Sestava: Abbiati – Costacurta (69. Roque Junior), Chamot, Maldini (K), Šimič – Coco, Albertini, Gattuso, Guglielminpietro (79. Serginho) – Ševčenko, Comandini, Jose Mari (58. Ambrosini) |                  |        |                                        |                                               |  |

#### Základní část
| Základní skupina H: 1. zápas 13. září 2000 | Milán AC                                                               | 4 – 1  | Beşiktaş JK               | Stadio Giuseppe Meazza, Milán           |  |
| 20:45 SELČ | 45 (pen.)', 77' Andrij Ševčenko 36' Francesco Coco 43' Oliver Bierhoff | Report | 75 (pen.)' Tayfur Havutçu | Diváci: 53.436 Rozhodčí: Ryszard Wójcik |  |
| Poznámky: Sestava: Dida – Costacurta, Chamot, Maldini (K) – Coco (76. Serginho), Albertini, Giunti (85. Brnčić), Helveg – Ševčenko, Bierhoff, Saudati (62. Guglielminpietro) |                                                                        |        |                           |                                         |  |

| Základní skupina H: 2. zápas 19. září 2000 | Leeds United FC | 1 – 0  | Milán AC | Elland Road, Leeds                    |  |
| 20:45 SELČ | 88' Lee Bowyer  | Report |          | Diváci: 36.000 Rozhodčí: Günter Benkö |  |
| Poznámky: Sestava: Dida – Costacurta, Chamot, Maldini (K) – Coco, Albertini, Giunti (90. Saudati), Helveg – Ševčenko, Bierhoff, Guglielminpietro (59. De Ascentis) |                 |        |          |                                       |  |

| Základní skupina H: 3. zápas 26. září 2000 | FC Barcelona | 0 – 2  | Milán AC                               | Camp Nou, Barcelona                   |  |
| 20:45 SELČ |              | Report | 45' Francesco Coco 71' Oliver Bierhoff | Diváci: 95.000 Rozhodčí: Hellmut Krug |  |
| Poznámky: Sestava: Dida – Costacurta, Chamot, Maldini (K) – Coco, ALbertini, Ambrosini (70. Helveg), Gattuso (90. Guglielminpietro) – Giunti – Bierhoff (76. Comandini), Ševčenko |              |        |                                        |                                       |  |

| Základní skupina H: 4. zápas 18. října 2000 | Milán AC                                  | 3 – 3  | FC Barcelona          | Stadio Giuseppe Meazza, Milán        |  |
| 20:45 SELČ | 25', 39' Demetrio Albertini 45' Jose Mari | Report | 18', 42', 68' Rivaldo | Diváci: 79.945 Rozhodčí: Hugh Dallas |  |
| Poznámky: Sestava: Abbiati – Roque Junior, Costacurta, Maldini (K) – Coco, Albertini, Ambrosini, Gattuso – Ševčenko, Bierhoff, Jose Mari (70. Boban) |                                           |        |                       |                                      |  |

| Základní skupina H: 5. zápas 24. října 2000 | Beşiktaş JK | 0 – 2  | Milán AC                          | Stadion BJK İnönü, Istanbul               |  |
| 20:45 SELČ |             | Report | 38' Andrij Ševčenko 43' Jose Mari | Diváci: 18.000 Rozhodčí: Hartmunt Strampe |  |
| Poznámky: Sestava: Dida – Roque Junir, Maldini (K), Costacurta – Coco, Albertini, Ambrosini, Gattuso (84. Helveg) – Ševčenko, Bierhoff (72.Boban), Jose Mari (88. Serginho) |             |        |                                   |                                           |  |

| Základní skupina H: 6. zápas 8. listopadu 2000                                                                                                | Milán AC     | 1 – 1  | Leeds United FC    | Stadio Giuseppe Meazza, Milán               |  |
| 20:45 SELČ | 67' Serginho | Report | 45' Dominic Matteo | Diváci: 52.289 Rozhodčí: Kim Milton Nielsen |  |
| Poznámky: Sestava: Dida – Roque Junior, Chamot, Maldini (K) – Serginho, Albertini, Gattuso, Helveg – Ševčenko, Bierhoff, Leonardo (54. Boban) |              |        |                    |                                             |  |

Konečná tabulka skupiny E